# NERVA

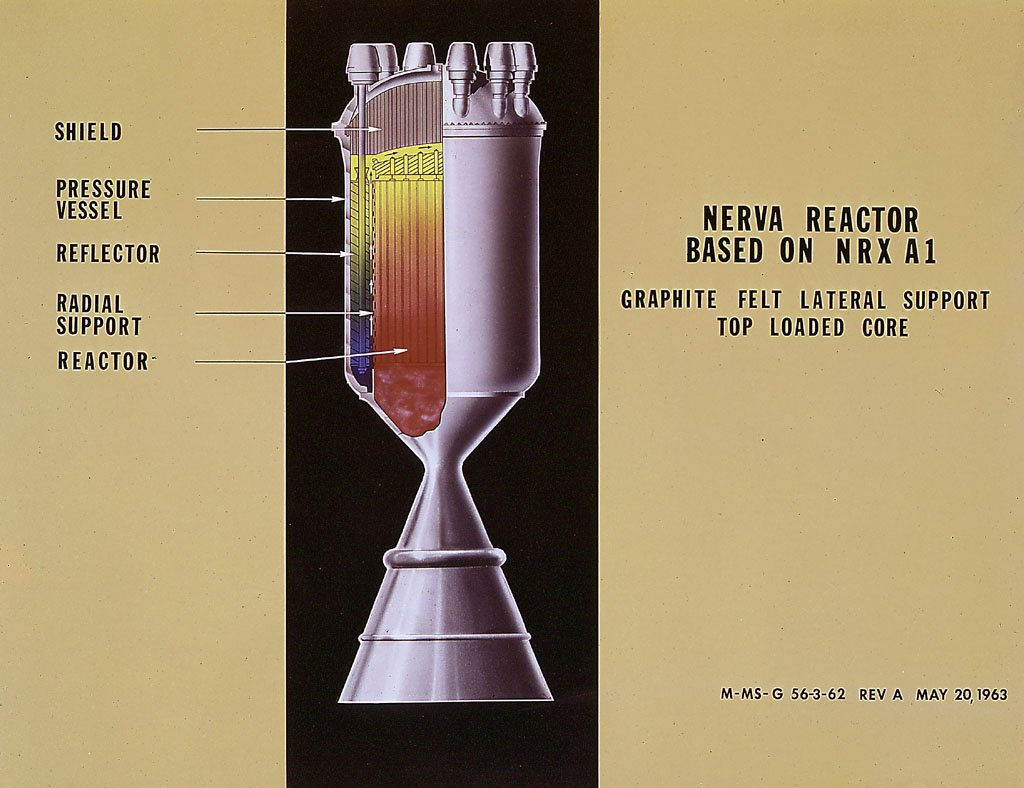
Diagram silnika NERVA

NERVA (ang. Nuclear Engine for Rocket Vehicle Application) – amerykański program rakietowy prowadzony od wczesnych lat 60. XX wieku, którego założeniem było wykorzystanie termicznego napędu jądrowego. Główna zasada działania NERVY była podobna jak zwykłej rakiety chemicznej – bezpośredni czynnik napędzający stanowiły gorące gazy wylotowe uchodzące przez tradycyjnie skonstruowaną dyszę. Inna była natomiast zasada uzyskiwania energii gazów – były one podgrzewane przez reaktor jądrowy.
W silnik NERVA planowano wyposażyć górny stopień rakiety Saturn V.
Wyniki testów wykazały wysoki impuls właściwy do Isp = 900 s w próżni (dla porównania silnik J-2 rakiety Saturn V miał Isp = 418 s), jednak nie spełniły pokładanych w programie nadziei. Mimo niskiego impulsu właściwego tradycyjne silniki chemiczne ze względu na swą prostotę, lekkość i niezawodność okazały się znacznie bardziej ekonomicznym rozwiązaniem. 
Program NERVA został zamknięty w 1972 roku.